# 제임스 베이커
제임스 애디슨 베이커 3세(James Addison Baker III, 1930년 4월 28일 ~ )는 미국 공화당의 정치인이자, 61대 국무 장관(1989년 ~ 1992년)이다.
1952년 프린스턴 대학교를 졸업하고 1957년 텍사스 대학교의 법과 대학원을 석사 수료하였다. 그 후 1975년까지 휴스턴에서 변호사 개업을 하다가 제럴드 포드 대통령에 의하여 상무부 차관이 되었다. 1981년부터 1985년까지 로널드 레이건 대통령의 수석 보좌관을 지내다가 그 후에 1989년까지 재무 장관으로 있으면서 연방 세금 제도의 개정을 이끌었다.
1989년 조지 H. W. 부시 대통령 내각 아래에서 국무 장관으로 취임하여 1991년 걸프 전쟁에서 이라크와 싸우는 데 국가들의 제휴를 성립하는 도움을 주었다. 1992년 8월 23일 국무 장관직을 사임하고 1993년까지 다시 대통령 수석 보좌관으로 있었다.
2006년 베이커와 전 민주당 대표 리 해밀턴은 이라크 학습 그룹의 합동 지도자로 선택되었다. 미국 의회는 이라크 전쟁과 정책의 권고를 향상시키는 데 분석하기 위하여 그 그룹을 형성한 것이다.
그의 저서로는 《외교 정치》(1995년)와 《열심히 일하고, 공부하고... 그리고 정치에 끼어들지 마라!》(2007년)가 있다.

## 어린 시절
텍사스주 휴스턴에서 부유한 집안에게 태어났다. 그의 증조부는 국가에서 가장 큰 법률 상회들 중의 하나가 되는 데 휴스턴에서 법률 사무소를 열었다. 그의 조부는 상회가 발달하는 데 도움을 주었고, 은행을 창립하였다. 그의 부친은 법적인 전통을 지속하였고, 베이커의 형성하는 세월에 거대한 영향을 가졌다.
베이커는 펜실베이니아주에 있는 대학 예비 학교에서 수학하였다. 그는 프린스턴 대학교에서 고전학을 전공하였고 1952년 문학사를 취득하였다. 미국 해병대에서 중위로서 2년의 현역 후에 그는 오스틴에 있는 텍사스 대학교에 입학하였다. 그는 1957년 명예들과 함께 자신의 법학 학위를 받았다. 그는 후에 아메리칸 텍사스와 휴스턴 법정 조합에 가입하였다. 법인 검사로서 베이커는 1957년부터 1975년까지 앤드루스 앤드 커스 휴스턴 상회와 함께 개업하였다.

## 초기 정치 경력

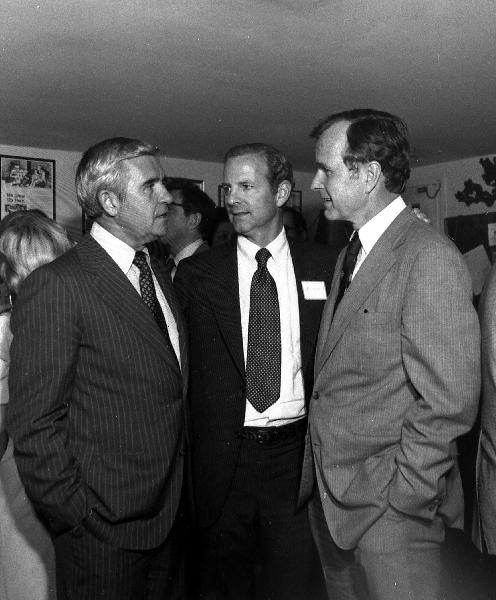
대통령 선거 운동이 있는 동안 당시 조지 H. W. 부시 부통령 후보와 폴 랙솔트 상원과 함께 (1980년)

베이커는 텍사스주 하원이었던 조지 H. W. 부시와 장기간 개인적과 정치적 우정을 가졌다. 부시와 베이커는 1970년에 상원을 위한 자신의 선거 운동을 관리하는 것에 도움을 주는 데 베이커에게 의문하였다. 부시가 그 경주를 패하였어도 베이커의 정치적 활동들은 번영하였다. 그는 정당들을 바꾸어 그해 공화당원이 되었다. 2년 후에 그는 리처드 닉슨 대통령의 재선을 위한 운동에서 일하고 있었다. 1972년 그는 텍사스주에서 주의 공화당 공무원이 되었다.
부시의 추천과 함께 제럴드 포드 대통령은 베이커를 1975년 8월 상무 차관으로 임명하였다. 베이커는 위임 작전을 위한 부의장으로서 1976년 5월 포드의 재선 운동에 가입하였고, 3달 후에 포드 위원회의 국립 의장이 되었다.
자신을 위하여 관청을 추구하기로 결정한 베이커는 1978년 텍사스의 검찰 총장을 위한 경주에 들어갔으나 선거에서 패하였다. 후에 다른 이들을 위한 선거 운동으로 돌아갔다.
베이커의 친구이자 테니스 파트너 부시는 대통령직을 추구하기로 결정하였고, 1979년 1월부터 1980년 5월까지 그는 공화당 후보직을 위하여 부시의 선거 운동 팀의 우두머리를 맡았다. 부시는 자신의 노력에서 약해지고, 대신 부통령 후보로서 로널드 레이건의 러닝메이트가 되었다. 베이커는 부시와 함께 이동하여 레이건-부시 공천 후보자에 연상의 조언자가 되었다.

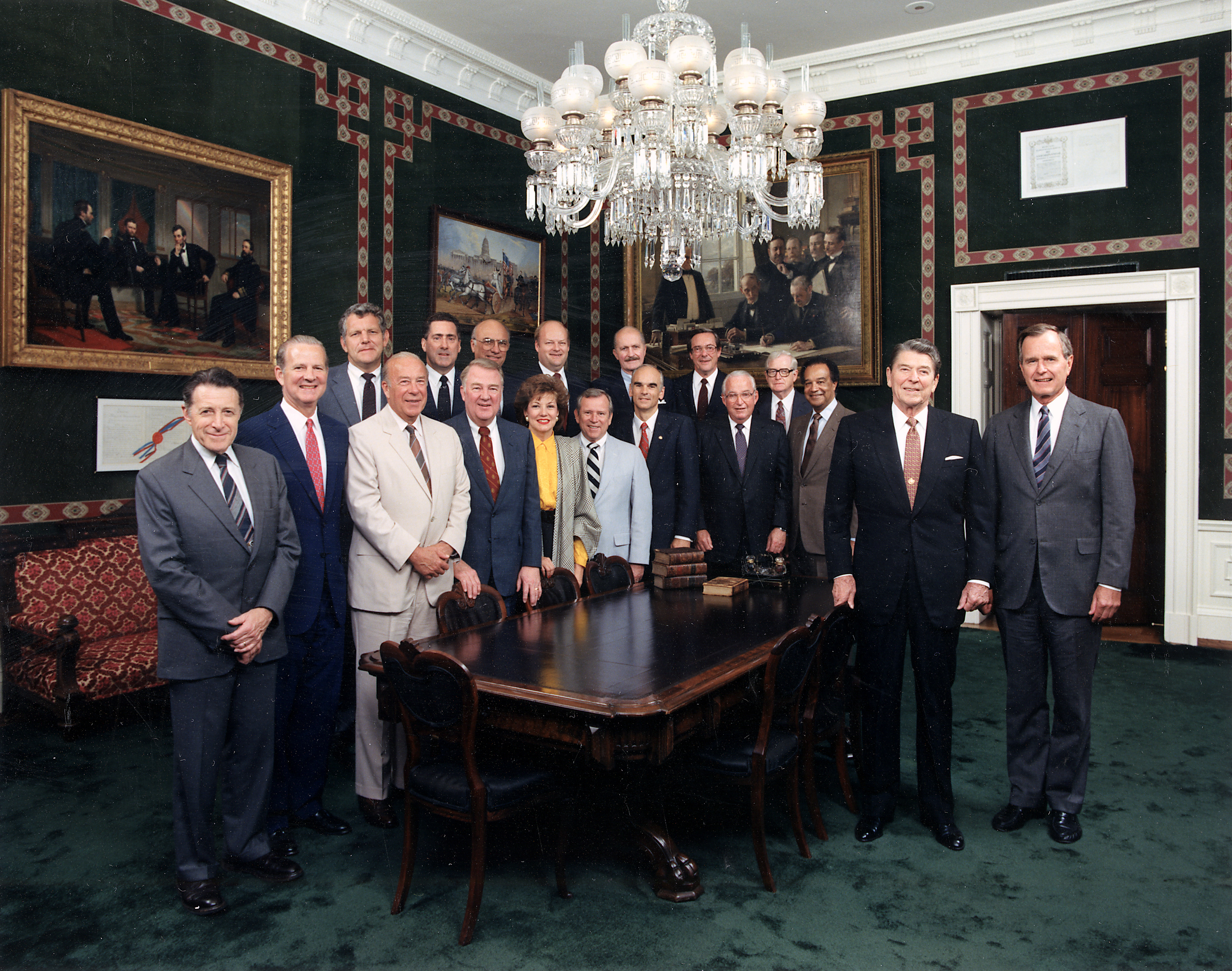
1987년 레이건 내각 (앞줄 왼쪽에서 두번째가 베이커 재무장관)

## 레이건 행정부
레이건은 1980년 선거 운동이 있는 동안 베이커의 조직적 실력들과 정치적 전략들과 인상을 받았다. 선거가 있던 후에 레이건 대통령은 베이커를 백악관 수석으로 임명하여 1981년 1월에 시작하였다. 그는 신임적인 조언자가 되어 대통령에게 직접 보고하였다. 자신의 정치적 교제들과 경험 때문에 그는 또한 백악관과 의회 사이에 중요한 연결이 되었다. 베이커는 레이건 대통령의 세금 삭감 제안들의 의회적 수납을 이기는 데 열심히 일하였다.
1985년 1월 레이건의 2번째 임기의 시작에서 베이커는 도널드 리건 재무장관과 직위들을 서로 바꾸었다.
베이커는 1987년 2월부터 1988년 8월까지 67대 재무장관을 지냈다. 이 직위에 있는 동안 그는 지속적으로 레이건의 세금 개혁들을 지속하는 동안 제3세계의 빚들 같은 문제들을 해결하는 노력하는 데 활동적이었고, 국제 통화 제도를 안정시켰다.

## 61대 국무장관

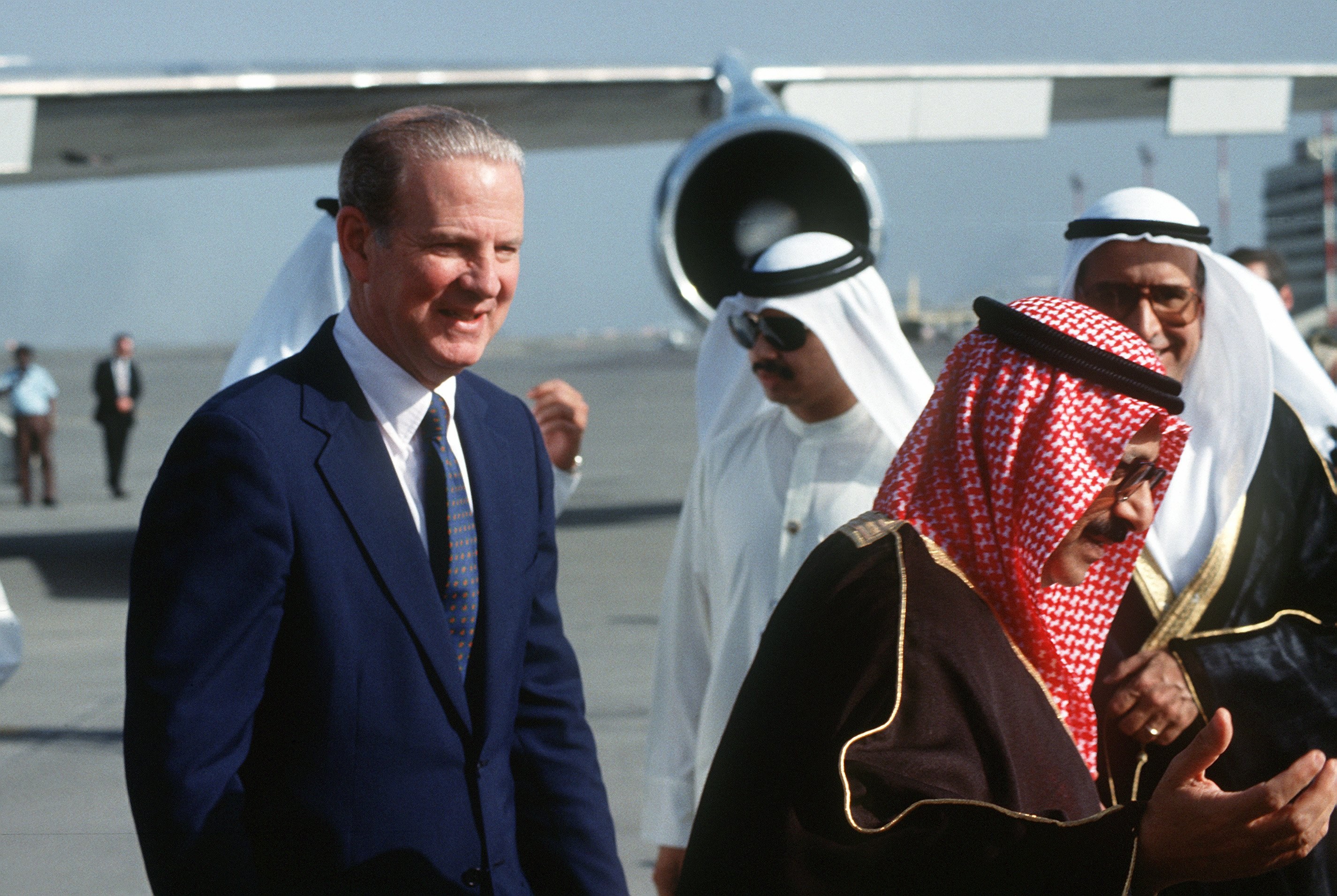
쿠웨이트를 방문한 베이커 국무장관 (1991년)

베이커는 조지 H. W. 부시의 성공적인 대통령 선거 운동을 지도하는 데 자신의 내각 직위를 사임하였다. 그의 선거의 시간들 안에 부시는 베이커를 국무장관이 되는 데 후보로 지명하였다. 베이커는 1989년 1월 25일 61대 국무장관으로서 선서하여 자신이 90개국을 순방한 동안 1992년까지 이 역할에서 근무하였다. 그는 베를린 장벽의 붕괴와 함께 미국-소련 관계에서 역사적 변화의 시간에 미국의 외교 활동들에 사회하여 동구권 국가들에서 민주적 참가, 무기 억제와 유럽에서 미군의 철수를 나타냈다.
1990년 8월 2일 이라크가 쿠웨이트를 침입할 때 베이커는 이라크의 독재자 사담 후세인에 대항하는 데 국가들의 공동체에서 넓은 성원을 정렬시키는 데 주요 역할을 하였다. 1991년 1월 중순에 미국이 이끄는 연합군들은 이라크와 쿠웨이트에서 이라크의 군사 목표물들에 대량의 공습을 발포하였다. 37개국이 쿠웨이트를 해방시키는 데 노력의 재정적 혹은 군사적 의무를 나누었다. 연합군은 민간인 사상자들을 최소량으로 지키는 데 거대하게 처리하였다. 그러나 이라크는 민간인들에 그 군사적 공격들의 대부분을 지도하여 사우디아라비아의 도시들과 이스라엘의 비전투원에 다수의 스커드 미사일을 발사하였다. 2월 후순에 연합군들은 지상 공격을 발포하였고, 며칠 후에 쿠웨이트는 해방되었고, 걸프 전쟁은 끝났다.

## 이후의 경력
베이커는 1993년 아랍계 미국인 평화상의 국립 협회와 함께 명예를 얻어 자신이 주요 역할을 한 마드리드 회담의 2주년에 특정을 이루었다. 백악관의 사우스론에 역사적 악수는 "중요한 외교적 발단을 가로지로 걸어가는 낡은 적들일 뿐만 아니지만 평화에 결정적 위탁이다"며 "팔레스타인의 자치권과 이스라엘의 안정은 뒤얽히게 연결되었다."고 베이커는 말하였다.
1997년 베이커는 코피 아난 유엔 사무총장에 의하여 서사하라에 그의 개인적 교섭인이 되는 데 의문되었다. 사하라 사막에서 전 스페인의 영토를 지배에 모로코 정부와 폴리사리오 전선 사이에 다른점들을 가라앉히는 데 약해진 노력들을 얻는 도움을 주는 데 의문되었다.
1995년 U.S. 뉴스 & 월드 리포트의 대표 편집인 데이비드 거겐과 인터뷰에서 베이커는 자신의 저서 《외교 정치:1989년 ~ 1992년 혁명, 전쟁과 평화》에 관하여 연설하였다. 베이커는 사리를 분간 못하는 크기에 책에 자신의 전체 12년간 정부에서 근무가 포함되기를 거겐에게 말하였다. "난 그 43개월 동안 세계가 변화된 이유로 국무장관으로서 나의 시간에 관하여 책을 썼습니다. 내가 나의 전체의 성인 생활을 위하여 그것을 알면서 세계는 변화되었습니다. 거기에는 공산주의의 붕괴, 소련의 내파, 독일의 재통일, 나토, 중동의 평화, 걸프 전쟁과 파나마와 전쟁과 함께 일어난 너무 많은 역사적 일들이 있었습니다."

## 수상과 영예
베이커는 1991년 대통령 자유 훈장을 받았고, 프린스턴 대학교 우드로 윌슨 상, 하버드 대학교 존 F. 케네디 상, 한스 J. 모건소 상, 조지 F. 케넌 상, 재무부의 알렉산더 해밀턴 상, 국무부의 수훈 상과 다수의 명예 학사들을 포함하여 수훈적 공공 임무들로 많은 다른 상의 수상자로 지내왔다.
베이커는 워싱턴 D. C.에서 상인 은행 상회 칼라일 그룹에 상급 조언자와 베이커 & 보츠의 법류 상회에서 상급 파트너였다. 그는 라이스 대학교, 프린스턴 대학교, 우드로 윌슨 국제 센터와 하워드 휴스 의료소의 평의회에 지냈다.
베이커는 휴스턴에 있는 라이스 대학교에서 공공 정책을 위한 제임스 A. 베이커 III 학회의 명예 의장이었다. 그 학회는 1993년에 설립되어 그의 명예에 이름이 지어졌다. 베이커는 대학과 함께 초기적과 강한 인연을 가졌고, 그의 조부는 신탁부의 초대 의장을 지냈다.
베이커는 뛰어난 행정관으로서 묘사되었다. 그는 의회의 외국의 정부들과 취급할 때 대립보다 협상에 믿음과 함께 실용주의를 라벨이 붙여졌다.

## 가족 관계
베이커는 1953년 메리 맥헨리와 결혼하여 4명의 아들을 두었다. 그녀는 1970년 암으로 사망하였다. 3년 후에 그는 2명의 아들과 딸 하나의 모친 수전 개릿 윈스턴과 재혼하였다. 그들은 함께 1977년에 태어난 다른 딸을 두었다.